# Vornahmeurteil
Ein Vornahmeurteil (auch Verpflichtungsurteil genannt) nach § 113 Abs. 5 Satz 1 Verwaltungsgerichtsordnung (VwGO) ist im deutschen Verwaltungsrecht eine mögliche Urteilsform einer Verpflichtungsklage.
Beim Vornahmeurteil verpflichtet das Gericht die Behörde den begehrten Verwaltungsakt vorzunehmen, ohne dass dieser noch ein Ermessensspielraum verbleibt. Dies ist aber nur unter der Voraussetzung möglich, dass die Sache spruchreif ist, also das Gericht eine abschließende Entscheidung treffen kann und muss. Da das Gericht den Verwaltungsakt nicht selbst erlässt, sondern die Behörde dazu verpflichtet, müssen dessen Inhalt und Reichweite im Zeitpunkt der gerichtlichen Entscheidung umfassend determiniert sein. Dies dient der Gewährleistung eines effektiven Rechtsschutzes nach Art. 19 Abs. 4 GG. Diese ist bei einem Vornahmeurteil dann gegeben, wenn im Gesetz eine gebundene Entscheidung ("hat einen Anspruch" im Gegensatz zu "kann") festgeschrieben ist oder aber eine so genannte Ermessensreduzierung auf Null vorliegt.
Beantragt der Kläger ein Vornahmeurteil, so besteht die Gefahr, dass die Klage aufgrund mangelnder Spruchreife nicht voll begründet ist und daher im Übrigen vom Gericht abgewiesen wird. Dies hat zur Folge, dass der Kläger einen Teil der Kosten zu tragen hat.
Die Spruchreife fehlt nach § 113 Abs. 5 S. 2 VwGO, wenn der Gesetzgeber der Behörde eine vorrangige Entscheidungsbefugnis eingeräumt hat. Dabei kann es sich sowohl um einen Beurteilungsspielraum bei der Feststellung der Voraussetzungen für den begehrten Verwaltungsakt oder um ein Ermessen nach § 40 Verwaltungsverfahrensgesetz (VwVfG) bei der Ausgestaltung der Rechtsfolgen des Verwaltungsaktes handeln.  Solange der Behörde hierbei mehrere Entscheidungsmöglichkeiten zustehen, wozu auch eine erneute Versagung des Verwaltungsaktes gehören kann, darf sich das Gericht nicht darüber hinwegsetzen und die Behörde im Wege des Vornahmeurteils  zum Erlass des Verwaltungsaktes verpflichten. In diesem Fall ergeht ein Bescheidungsurteil, bei welchem die Behörde lediglich zur gegebenenfalls erneuten Durchführung des Verfahrens und damit zur erneuten Ermessensentscheidung unter Beachtung der Rechtsauffassung des Gerichts verpflichtet wird (§ 113 Abs. 5 Satz 2 VwGO).  Ein Bescheidungsurteil kann zur Folge haben, dass die Behörde im Rahmen ihres Ermessensspielraumes dennoch zum Nachteil des Klägers entscheidet und der Kläger somit u. U. nichts "gewonnen" hat. Diese Unsicherheit hat der Kläger aber zu tragen, da es dem Gericht nicht zusteht, das Ermessen der Behörde zu ersetzen (§ 114 VwGO).
Auch auf lediglich eine Bescheidungsklage hin kann das Gericht im Rahmen seiner Amtsermittlungspflicht (§ 86 Absatz 1 VwGO) die Spruchreife nach Aktenlage herstellen und mit einem Vornahmeurteil "durchentscheiden". Voraussetzung hierfür ist, dass das Gericht vom Anspruch des Klägers auf den begehrten Verwaltungsakt überzeugt ist, der Kläger also durch die Ablehnung oder das Unterlassen des Verwaltungsaktes in seinen Rechten verletzt ist. Das Durchentscheiden geschieht, nach entsprechender Rechtsprechung des Bundesverwaltungsgerichts und höchstrichterlicher Auslegung des § 88 VwGO, häufig aus prozessökonomischen Gründen, um Verfahren nicht unnötig in die Länge zu ziehen.